# 전략 무기 삭감 회의

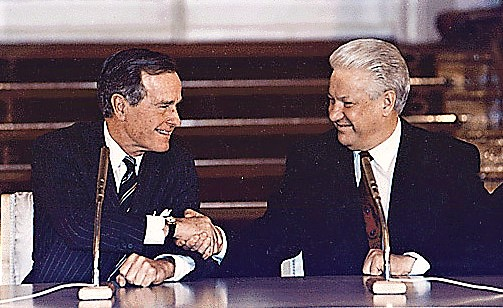
제2차 전략 무기 삭감 회의에 조인한 후 악수하는 부시와 옐친

전략 무기 삭감 회의(Strategic Arms Reduction Treaty, START)는 장거리에 달하는 핵무기의 수를 삭감하는 데 지명된 무기 통제 협정이다.
1991년 7월에 미국과 소련이 첫 조인을 하였다.  제1차 전략 무기 삭감 회의라 불리는 이 조약은 7년동안 대략 3분의 1 정도의 각국에 장거리 미사일과 폭탄의 수를 줄이는 데 불러냈다.  1991년 후반에 소련이 붕괴되자, 전 소련의 무기들은 벨라루스, 카자흐스탄, 러시아, 우크라이나 등의 신생 독립국가들에 있었다.  1992년 미국은 제1차 전략 무기 삭감 회의를 비준하였고, 4개의 구 소련 독립국가들도 1994년에 비준하였다.  1996년 말기에 벨라루스, 카자흐스탄, 우크라이나는 모든 핵무기를 러시아에게 돌려주었다.
제2차 전략 무기 삭감 회의는 1993년 1월에 모스크바에서 미국과 러시아 사이에 조인되었다.  이 조약은 미국과 전 소련의 장거리 핵무기와 폭탄들의 총수를 제1차 회의에 의한 제출의 절반 이하로 삭감하는 데 목적을 두었다.  러시아와 미국은 그러고나서 이 무기들의 3,000과 3,500 사이로 각각 남기를 원하였다.  수행에 옮기기 위하여, 제2차 회의는 미국과 러시아의 비준과 제1차 회의 실행의 시작을 요구하였다.  미국은 1996년에 제2차 전략 무기 삭감 회의를 비준하였다.  2000년 러시아의 지도자들이 제2차 회의를 찬성하였으나, 거기에 변화를 만들어야지만 찬성하였다.  미국이 이 변화들을 비준하지 않아, 조약은 수행에 옮겨지지 못하였다.